# 深泥池
深泥池（みどろがいけ、みぞろがいけ、別表記：深泥ケ池）は、日本の近畿地方中北部の京都盆地北端部に所在する、池と湿地からなる地形である。全水域と西の畔は現在行政上の京都府京都市北区上賀茂狭間町（かみがもはざまちょう）（かつての京都府愛宕郡上賀茂村の東端。江戸時代における山城国愛宕郡上加茂村近傍、幕藩体制下の城州上加茂村近傍の深泥池貴舩神社領等）に属する。
上賀茂狭間町の西に位置する上賀茂深泥池町（かみがもみどろいけちょう）は、深泥池と接していないが、歴史上でも行政上でも深く関わっている。

## 概要
池の総面積は約9.2ヘクタールで、周囲は約1,540メートル。池の中央には浮島が存在する（※地図には掲載されない）。今も昔も流入河川は無いが、1927年（昭和2年）6月に松ケ崎浄水場（cf. 京都市上下水道局#浄水場）ができて以降はその配水池より若干の漏水が流入している。
北側をケシ山（標高177メートル）、東側を高山（標高179メートル）と池に突き出した半島状のチンコ山、南側を西山（標高135メートル）と、池は標高200メートルに達しない丘陵地に三方を囲まれた低地にあり、南西端のみが平地に開けていて、広大な京都盆地に繋がっている。西側にはまた別の山地（上賀茂本山の山）の東端が迫っているため、畔の平地部は狭い。畔にあるそのわずかな平地には、昔から寺社のほか民家もいくらかあったが、今では家々がぎっしりと立ち並んでいる。西側の平地には平安遷都の頃から鞍馬街道（鞍馬大路）が南北に通っていた。この街道は、平安京と丹波国を結ぶ物流の道で、いずれも深泥池から見ておおよそ真北の山奥にあって風水上の北方守護の要であった鞍馬寺と遷都以前からあった貴船神社へ延びる参詣道でもあった。現在は分割されて府道40号の一部や府道103号の一部が旧･鞍馬街道に相当しており、深泥池の直近では40号が走る（※各道路の繋がりは『交通アクセス』節に詳しい）。東は松ケ崎大谷町、南は松ケ崎深泥池端町と松ケ崎西山町の、共に山麓と接しており、これらの山の頂付近には深泥池に面した古墳群がある。高山を挟んで深泥池の東向こうには宝ヶ池（江戸時代に造成された溜池）がある。
深泥池は、その形態から、およそ1万年前までに、池の南西部にできた開析谷（かいせきこく）の出口が、鴨川（賀茂川）の扇状地堆積物（砕屑物）によって塞き止められ、自然堤防の原型が造り上がって、深泥池の形状を保ってきたと考えられている。また、この時期の最終氷期の地層から、地質調査によってミツガシワの花粉が確認された。なお、この場所には自然堤防に加えて人工堤防が設けられている。1911年（明治44年）1月に刊行された『京都府愛宕郡村志』によれば「古代に於いて用水の為に造築」されており、6世紀前後（飛鳥時代半ば）に上述の自然堤防に人工堤防が増築されたものとされる。

## 歴史

### 名称
平安時代前期、菅原道真によって編纂された『類聚国史』に、淳和天皇が「泥濘池」なる所に行幸して鳥網（とりあみ、とあみ）を使って水鳥の猟を行ったという記述があり、「泥濘（ぬかる）む池」を意味するこの「泥濘池」が、現在ある「深泥池」と比定されている。現在知られている限り、この池の名称と思われる語の、これが初出（※記録上の最初）である。同書から引用した尾張藩編纂の『類聚日本後紀』巻第19 に所収の天長六年十月丙辰条（天長6年10月10日条、ユリウス暦換算：829年11月9日の条）をここに示す。

平安時代中期から後期にかけては、和泉式部が「みどろ池」の水鳥を和歌に詠んだほか、藤原実資の日記『小右記』には深泥池と比定される池の名「美度呂池」が記されている。以下に和泉式部の歌を記す。

平安時代末期に編まれた歌謡集『梁塵秘抄』には以下のような記述があり、「御菩薩池」の名が見える。

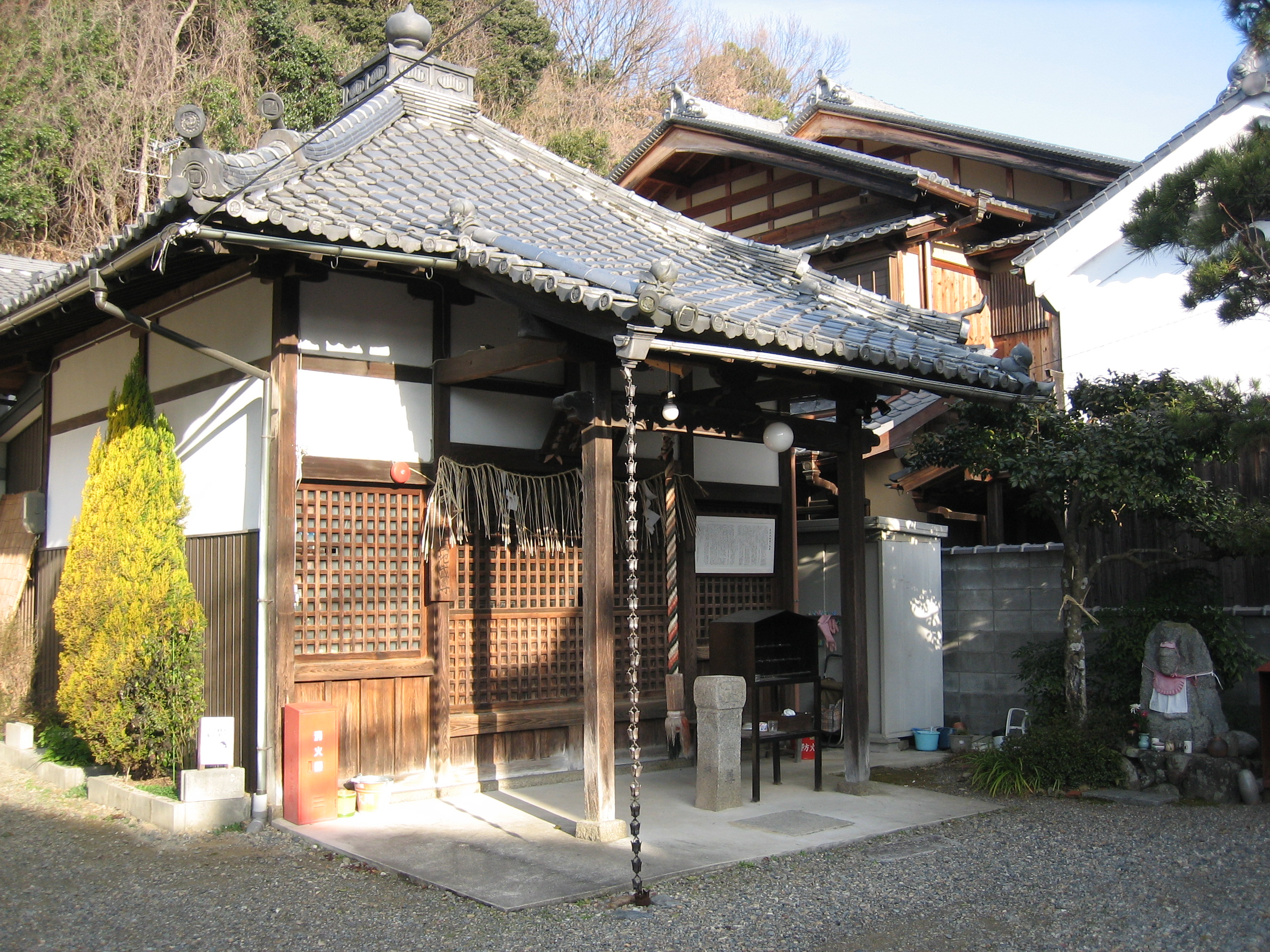
深泥池地蔵堂／2代目地蔵尊が奉納されている。

この時期から、深泥池の畔は地蔵菩薩信仰の霊地（cf. 霊場#地蔵菩薩霊場）となり、地蔵堂は「京の六地蔵廻り」の第一霊場として崇められるようになった。
室町時代中期に編纂された辞典『壒嚢鈔』の巻1の83「節分夜打大豆事」には「美曽路池（みぞろいけ）」の表記が見られる。室町時代後期の公家・甘露寺親長の日記『親長卿記』には「美曽呂池」の名が見える。同じく室町時代後期の上杉本『洛中洛外図』には「みそろいけ」の西畔に「美曽呂関所」と、その横に「ぢさうたう」（地蔵堂）が描かれている。
江戸時代初期の明暦4年/万治元年（1658年）に編まれた地誌『洛陽名所集』には「御菩薩池」と記されている。寛文5年（1665年）刊行の『扶桑京華志（ふそうけいかし）』には「御菩薩池　一に深泥池又御泥池と作る」とあり、「御菩薩池」に加えて「深泥池」「御泥池」という名称が現れている。貞享2年（1685年）刊行の地誌『京羽二重（きょうはぶたえ）』には「御菩薩池（みぞろいけ）」と記されている。

江戸時代前期中には、正徳元年（1711年）刊行の地誌『山州名跡志』で、昔の「美度呂池」を今は「美曾呂池」と呼んでいる旨が記されており、「御菩薩池（みぞろいけ）」「洫呂池（みぞろいけ）」「御ゾロ池」の名も見える。以下に『山州名跡志』所収の一例を示す。
安永9年（1780年）刊行の地誌『都名所図会』巻の6 後玄武には、この池を描いた頁の見出しに「御菩薩池（みそろかいけ）」とあり、下段には小さく「みぞろヶ池」とも記されている一方で、次頁の解説では「御菩薩池（みぞろいけ）」と記している。池の畔には馬子や旅人と共に「地蔵堂」も描かれており、次頁の解説には「六地蔵廻りの其一なり」とある。
『御影像谷祭禮縁起』の、文化8年（1811年）の写本には、「美曽呂池」「御泥池」の表記が見られる。
このように、江戸時代の史料には前の時代に引き続いて「御菩薩池」とこれに類する名称が多く、長らく最も一般的な名称であったことが分かる。しかし明治時代初頭の神仏分離令と廃仏毀釈によって状況は一変する。地蔵堂周辺は (???-) 賀茂別雷神社（上賀茂神社）の所領であった (-???) ため、神仏習合の下で地蔵菩薩もこの地で信仰され続けてきたのであるが、国家神道（神社神道）の構築の邪魔になる仏教系の信仰が神社と引き剥がされることを余儀なくされ、この地の地蔵菩薩の霊地は上善寺への遷座を強いられた。そして、霊地の基であるべき地蔵菩薩の遷移によって「御菩薩池」という地名は実を失い。換わって「深泥池」という地名が用いられるようになったということである。
江戸時代の文人画家で書家の池大雅は、祖先の地・深泥池にちなんで「池」を名乗ったという。

### 読み

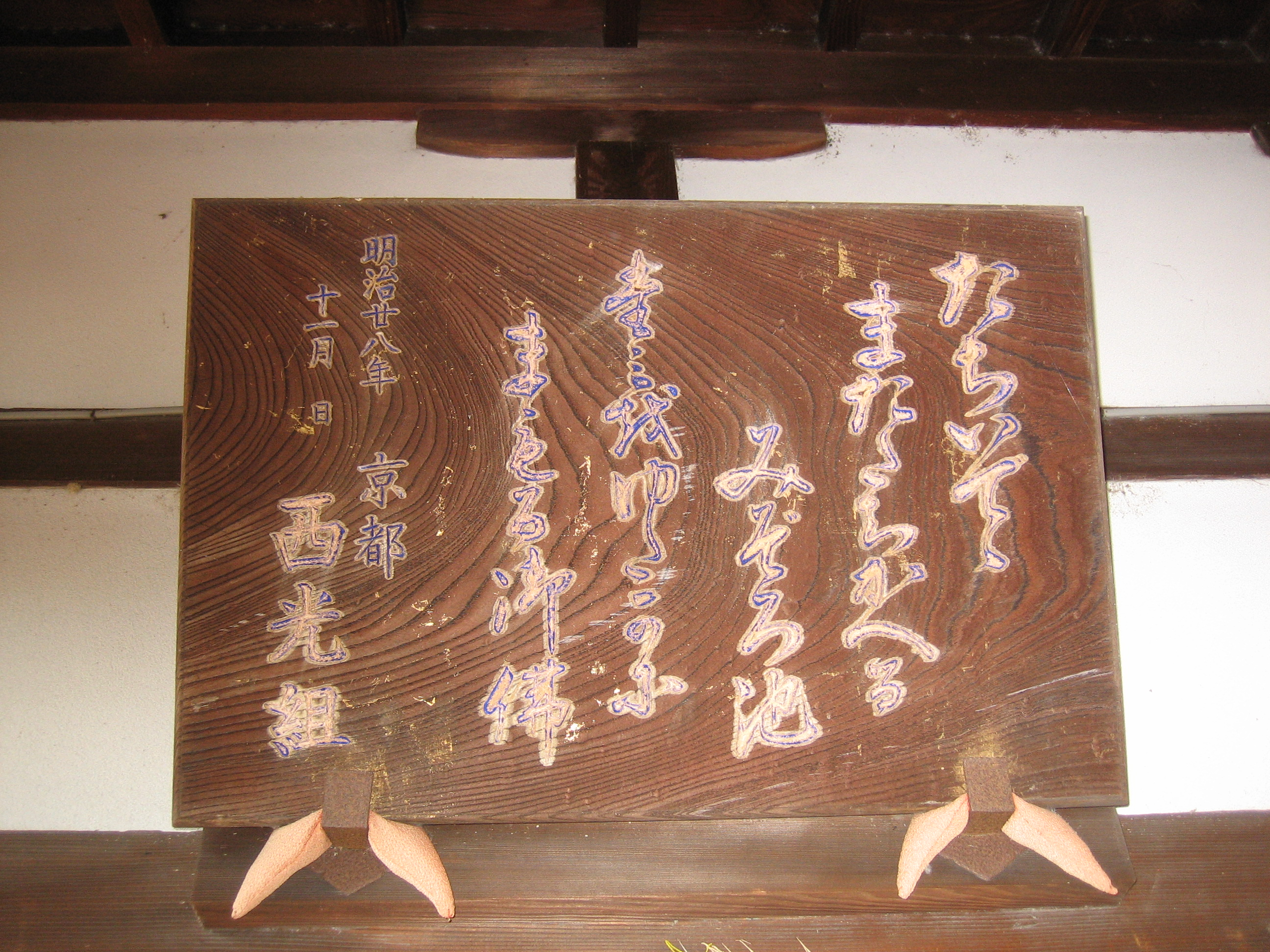
深泥池地蔵堂に掲げられる御詠歌額で、「みぞろ池」と記されている。

「深泥池」の読みは、「みどろ（が）いけ」「みぞろ（が）いけ」の二通りが存在し、特段の統一がなされていない。京都市のサイトでは「みぞろがいけ」、京都市交通局の市バス停留所名称では「みどろがいけ」と表記する一方で、京都府の公式ウェブサイトでは両方の読み方を併記している。歴史的にも上述の通り、それぞれの振り仮名が使われ、混用されていた。
『類聚国史』書中の「泥濘」について、観智院本『類聚名義抄』によると、古訓は「ミソコル」とされる。ミソは「溝」、一般的に人工水路を意味するが、もとは山中から谷に出てくる自然の流れのことを示した。「コル」は滞る意味の「凝」である。時代を経ていつしか水流が滞り、池の水が泥になった。『大日本地名辞書』（吉田東伍著、冨山房書店）には「御泥池　真泥（みどろ）の義也」と記されている。この「泥（どろ）」自体に着目するか、池古来の水流「溝（みぞ）」に着目するかの違いがもとで、両方の読みが残ったと考えられる。
文化庁に登録されている名称は「みどろがいけ」であり、付近の地名「上賀茂深泥池町」「松ケ崎深泥池端」も、「かみがもみどろいけちょう」「まつがさきみどろいけばた」と読む。一方、『京童』（1658年）、『都名所車』（1714年）、『京城勝覧』（1718年）、地蔵堂正面の御詠歌額（■右列に画像あり）からは、それぞれ「みぞろ池」と記されていることから、地元では「みぞろ（が）いけ」の読みで親しまれてきたことが分かる。

### 信仰等
かつて、池には八大竜王が祀られ、八池のうちの一つに数えられていた。
室町時代の説経節『小栗判官』には、深泥池に大蛇が棲むという話がある。
近現代においては、タクシー乗客の女性が突然消えた事件が新聞や週刊誌に取り上げられたこともあり、心霊スポットとして有名になった。

## 深泥池生物群集
最終氷期からの生き残りとされる生物と、温暖地に生息する生物が共存しており、学術的にも貴重な池として著名である。
1927年（昭和2年）6月14日に、植物群落が「深泥池水生植物群」として国の天然記念物に指定され、その後、1988年（昭和63年）に「深泥池生物群集」として生物群集全体に対象が広げられている。また、2002年（平成14年）に発刊された京都府レッドデータブックには「要継続保護」として掲載されている。

## 生物相

### 浮島と高層湿原（ミズゴケ湿原）

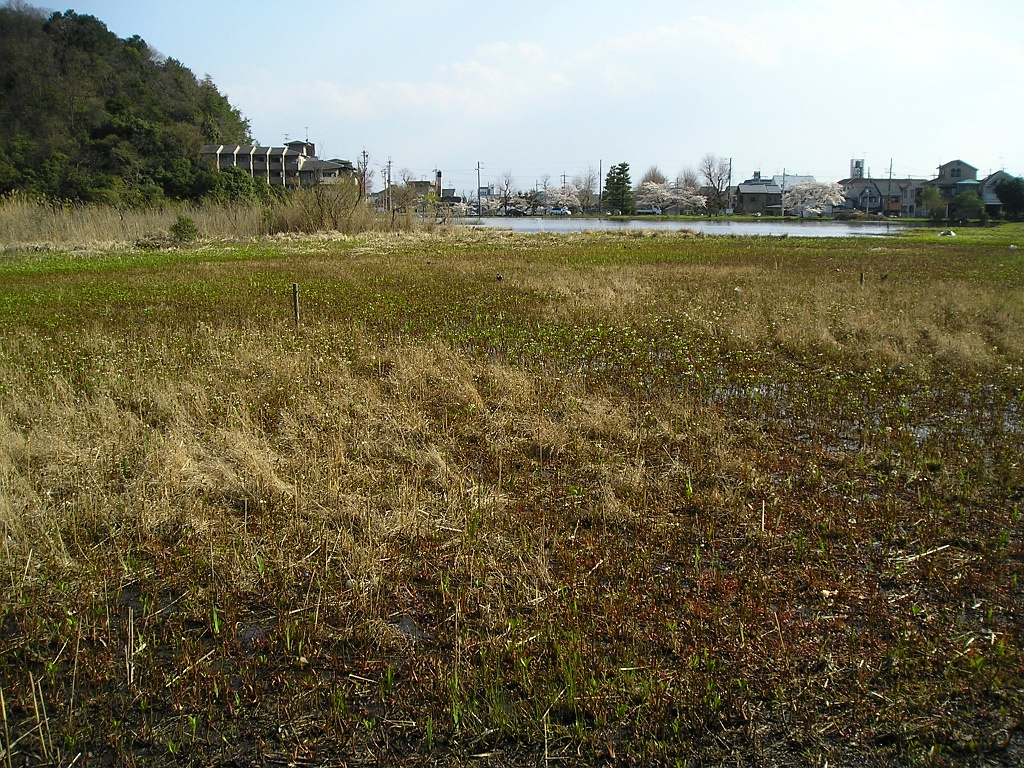
深泥池に広がる高層湿原

深泥池の南側から水域を隔てた池の中央部分に、池全体の3分の1を占める浮島が存在する。この下には水の流れがあり、島が池に浮いていることが確認されている。この浮島は、標高が水面とほぼ等しいほか、窒素やリンなどの無機塩類がほとんど含まれない貧栄養性の湿原が広がる。ここでは有機物の分解が進まず、枯死した植物が堆積していくために、コケ類を始め多様な植物が生育する絶好の場となっている。
浮島は夏になると浮かび上がり、冬には沈んで冠水する動きを見せる。この特徴により、多様な植物が生育している。ミツガシワやホロムイソウのような寒冷地に分布する植物や、ジュンサイのような各地に自生する植物、タヌキモ (en) やモウセンゴケのような食虫植物、オオミズゴケ、ハリミズゴケ、ヌマガヤ（学名：Moliniopsis japonica）、イヌノハナゴケといった高層湿原（ミズゴケ湿原）の構成種が共存している。
約60種ものトンボが生息しており、これは、日本に分布するトンボが約200種いるなかでその4分の1以上が当地域に分布していることを意味する。また、フナ、ヨシノボリ、スジエビ、クサガメ、ニホンイシガメなどの池に生息する動物や、ヒドリガモやルリビタキを始めとした、晩冬期を中心に170種の野鳥の飛来が確認されている。1930年（昭和5年）には、日本で初めてミズグモが発見されるなど、希少動物にとっての数少ない生息地でもある。

### 池の周囲

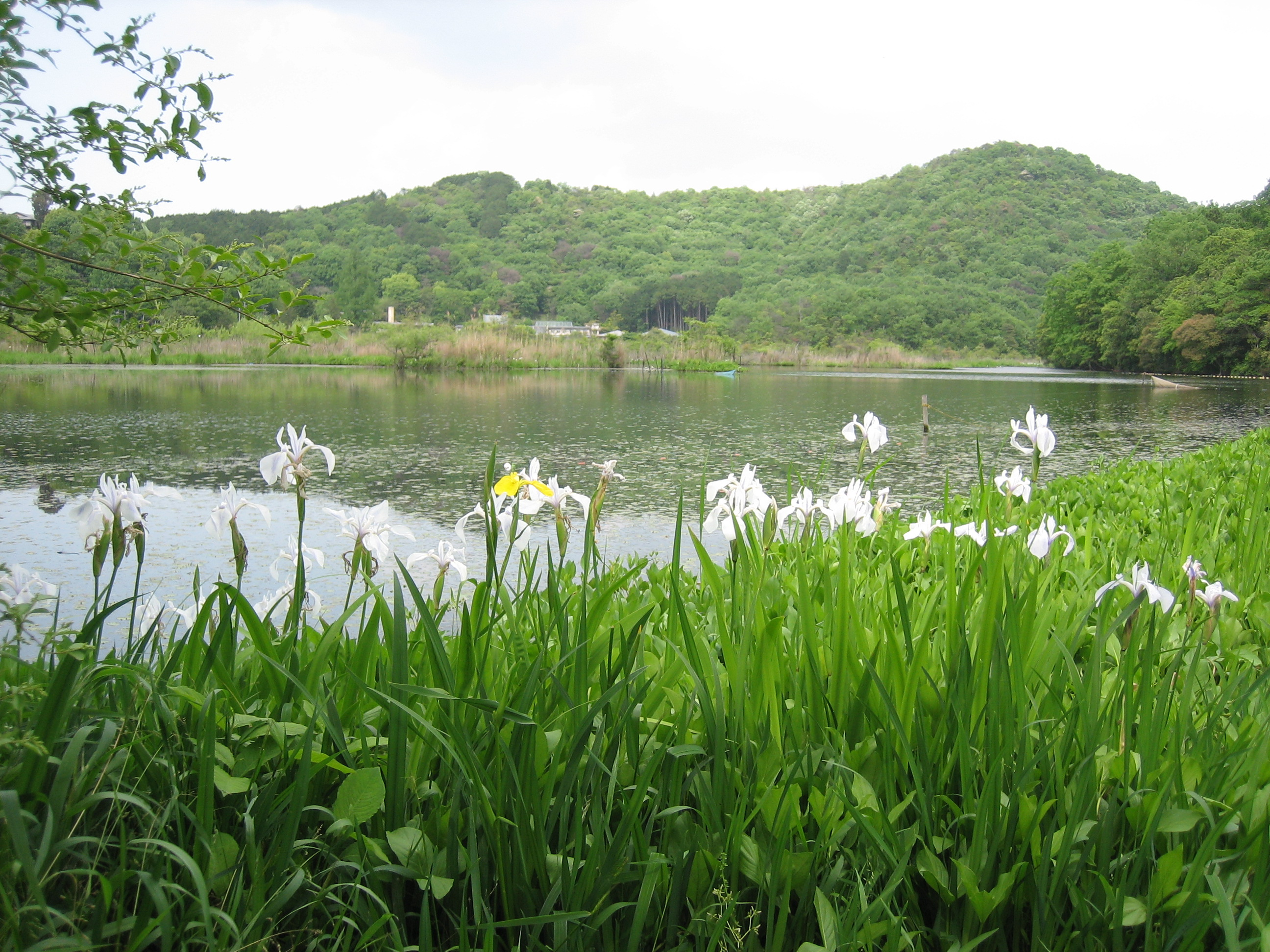
深泥池畔に咲く白いカキツバタ

春になるとミツガシワの白い花が咲く中を、ニホンミツバチやハナアブ（ハナダカマガリモンハナアブ）が、花粉や蜜を食べながら送粉の役割を果たして飛び回る。5月には主に白色のカキツバタや赤色のトキソウが、秋には青色のサワギキョウが咲き競う。また、池の集水域となる周辺の山々には、コナラ、アベマキなどの落葉樹、アカマツなどの常緑樹による林が形成されている。

### 外来種の影響
ナガバオモダカ、キショウブなどの植物や、ブルーギル、オオクチバス、カムルチー、アカミミガメ、カダヤシなどの外来種が問題視されている。これらは繁殖力が強く、生態系に悪影響を与えているとされ、メダカやタモロコなど、いくつかの在来種が食物網（特に捕食-被食関係）の変化によって姿を消している。
また、北大路魯山人が「京の洛北深泥池の産が飛切りである。これは特別な優品」と評したジュンサイは、初夏から秋にかけて暗紅紫色の花を咲かせる。かつて、深泥池の水質悪化、外来種植物の繁殖が影響したほか、ルアーフィッシングの妨げになると刈り取られたことから、ほとんど見られなくなった時期もあった。このため、地元住民や研究者らが、定期的に在来種の調査や外来種の駆除を行うなど、生物群集の生育に適した水質改善に取り組んでいる。
観賞用の水草として知られる外来種の食虫植物オオバナイトタヌキモが、2000年（平成12年）ごろに浮島の一部で確認され、その後急速に生息域を拡大させている。人の手で池に持ち込まれた可能性が高く、2012年（平成24年）夏には池の水面を10センチメートルの厚さで覆いつくすほどにまで繁殖した。後述の「深泥池水生生物研究会」によって調査と駆除が試みられているが、まだ十分な効果は上がっていない。水草の水面増殖により日光が遮断されて水中まで届かず、酸素濃度の低下を招くことによる生態系への悪影響が懸念される。

## 特記事項

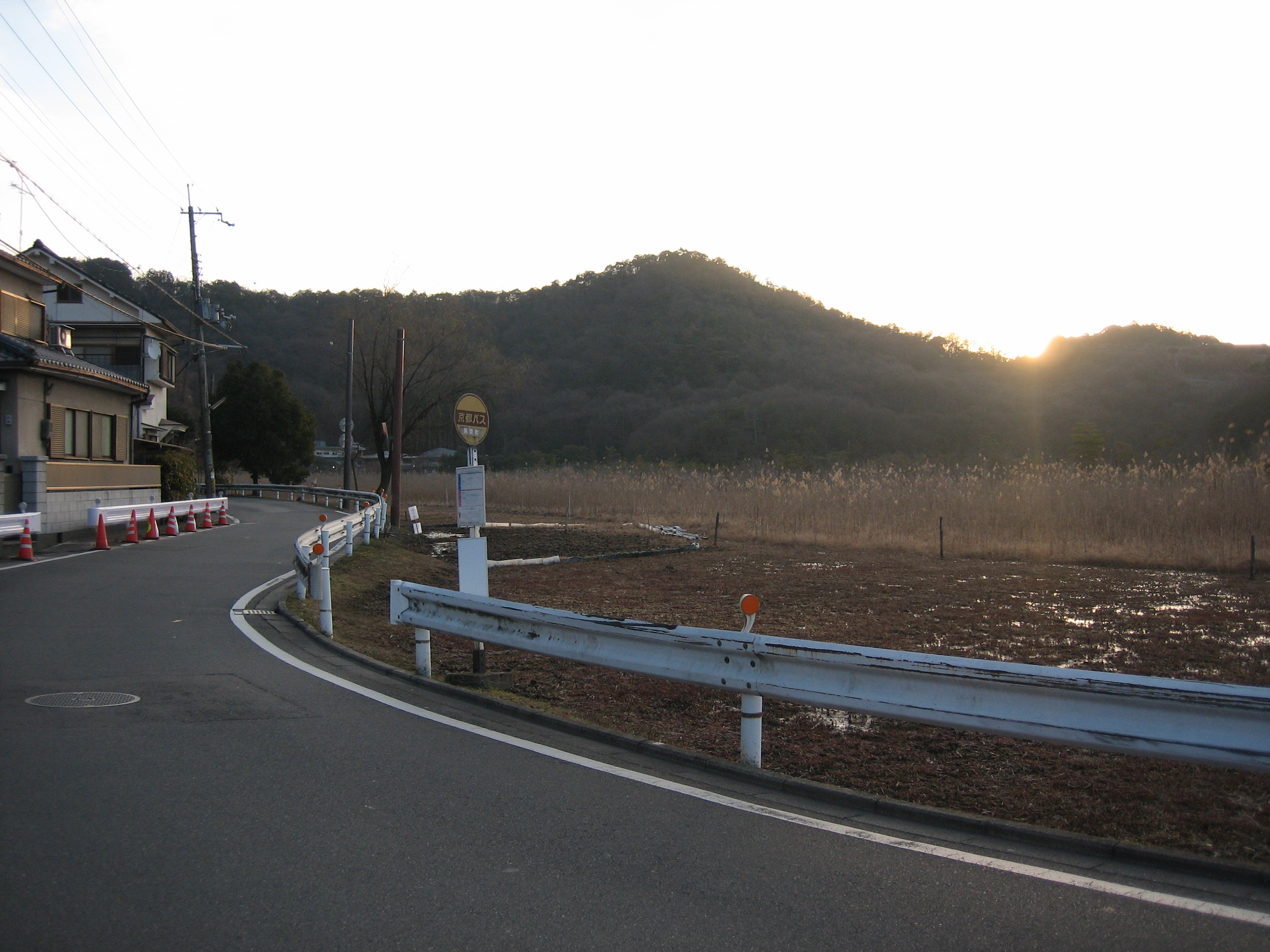
深泥池に沿う市道岩倉上賀茂線

### 道路拡幅計画
深泥池の北西側に沿って延びる市道岩倉上賀茂線は交通量が多いものの狭隘な道路であり、1985年（昭和60年）、左京区岩倉地域住民らにより道路整備が望まれた。この請願申請が京都市会へ提出されたことにより、1990年（平成2年）に池を埋立てて道路拡幅を行う計画が持ち出され、深泥池やその周囲の自然環境をどう保全するかの論議が湧きおこった。京都市は「都市計画実現上の大きな課題となる『天然記念物深泥池』に影響するため、存続することは困難」と評価している。その後2011年4月2日に計画の見直しが行われ、市道岩倉上賀茂線の都市計画は廃止された。なお、1997年（平成9年）に京都市が地元の地権者から池を買い上げている。

### 市民団体
1965年（昭和40年）以来、地元住民を中心とする「深泥池を美しくする会」が環境保護に資する活動を続けている。1990年（平成2年）には、上述の道路拡幅計画を反対する立場から「深泥池を守る会」が、1998年（平成10年）には、外来種の調査捕獲や植生管理をする「深泥池水生生物研究会」（当初は「深泥池水生動物研究会」）が相次いで発足した。

## 交通アクセス
鉄道
■京都市営地下鉄 ■烏丸線　●北山駅で下車し、2番出口より北へ徒歩10～15分。
道路
■京都市営バス ■4号系統（均一系統。2コースある『上賀茂神社前発・京都駅前着』のいずれでも経由する）
●深泥池バス停留所を下車し、北へ徒歩3分（信号のある交差点をさらに進み、突き当りの交差点で到着。東に見える）。
■京都バス ■45・46系統
●深泥池バス停留所を下車し、北へ徒歩約3分。
■京都府道40号下鴨静原大原線（一部は旧･鞍馬街道）
遠く大原から回り込んで北から深泥池の西畔地域へ繋がる。鞍馬寺・貴船神社方面から延びる府道38号（一部は旧・鞍馬街道）とはかなり北に位置する市原付近で合流する。
■京都府道103号上賀茂山端線（一部は旧･鞍馬街道）
西にある御薗橋・上賀茂神社門前町方面からはおおよそ真東へ進み、府道40号の終点に当たる交差点で左折して40号に入ってすぐ。下鴨中通りからはひたすら真北へ低い山が迫る所まで走り、信号のある交差点で103号は西へ折れ曲がるが、まっすぐ進んで40号に入ればすぐ。
■幡枝本通り
北東にある岩倉方面から南西にある深泥池の北畔へ繋がる。
補足
- 駐車場 - 無し。

## 周辺情報
上賀茂狭間町内・上賀茂深泥池町内
- 鞍馬街道（鞍馬大路）

平安遷都の頃からの古街道で、御所と鞍馬寺を結び、山城国から丹波国・若狭国まで延びていた。深泥池付近では府道40号が旧･鞍馬街道にあたる。
- 深泥池貴舩神社

深泥池の氏神神社。住所は上賀茂深泥池町53。　元の氏神神社は貴船神社。
- 秋葉神社（あきばじんじゃ）

深泥池にある古社。すぐきの発祥地ともされており、参道には「すぐきの神様秋葉神社の縁起碑」がある。
- 深泥池地蔵堂

明治時代初期に遷座してしまった古来の深泥池地蔵堂に換わって再興された地蔵堂。住所は上賀茂深泥池町46。■右列に画像あり。
隣接地域
- 深泥池児童公園

南の岸辺に隣接した畔にあり、池に最も近い施設といえる。住所は上賀茂池端町11。
- 福祉施設のエリア

北畔の谷間は複数の福祉施設が立地する区域となっている。住所は上賀茂ケシ山1。京都博愛会病院は、現在地にて1928年（昭和3年）12月に設立された結核療養所「京都保養院」を前身とする。昔の学術的図説では「病院」側などと記されている。介護付有料老人ホーム 京都ヴィラは、1985年（昭和60年）7月1日開設。特別養護老人ホーム ユーカリの里は2000年（平成12年）2月設立。
- 賀茂別雷神社（上賀茂神社）

山で隣接している、全国的に有名な神社。住所（社務所所在地）は上賀茂本山339。この神社の山（上賀茂本山）とケシ山と深泥池とに挟まれた谷間に深泥池の集落がある。
他地域
- 大田神社 - 住所（社務所所在地）は上賀茂本山340。
- 上賀茂本通
- 円通寺 - 左京区岩倉幡枝町389に所在。
- 宝が池公園 - 左京区上高野流田町8周辺に所在。